# Kirche Hl. Großmärtyrer Stefan Dečanski (Szigetcsép)

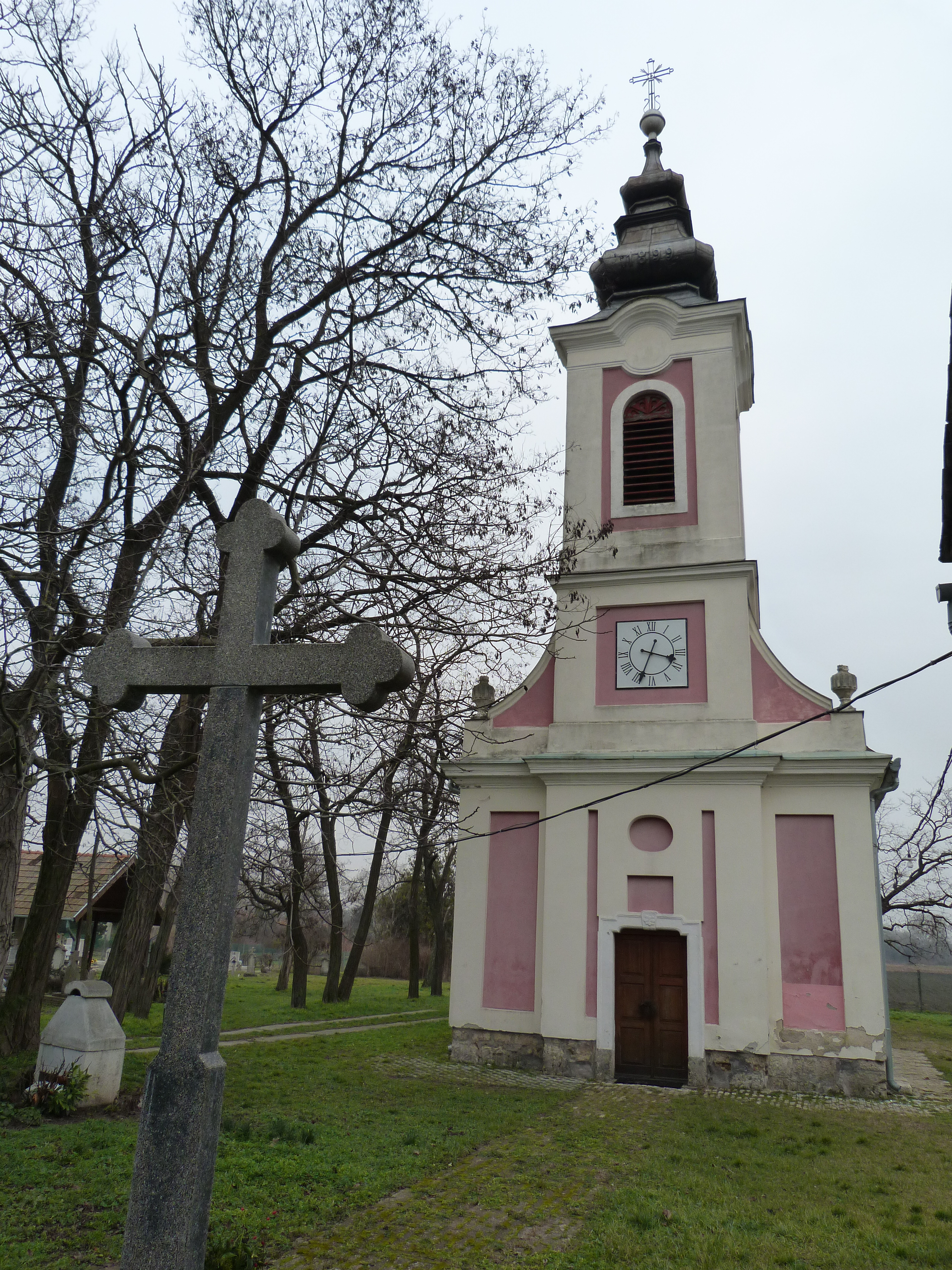
Blick auf die Kirche von Westen

Die Kirche Hl. Großmärtyrer Stefan Dečanski (serbisch: Црква светог великомученика Стефана Дечанског/Crkva svetog velikomučenika Stefana Dečanskog) ist eine Serbisch-orthodoxe Kirche in der mittelungarischen Gemeinde Szigetcsép. Der serbische Name des Ortes lautet Čip.
Das 1768 erbaute Gotteshaus ist dem Heiligen König Stefan Dečanski geweiht und ist die Pfarrkirche der Pfarrei Čip im Dekanat Buda der Eparchie Buda der serbisch-orthodoxen Kirche.

## Lage

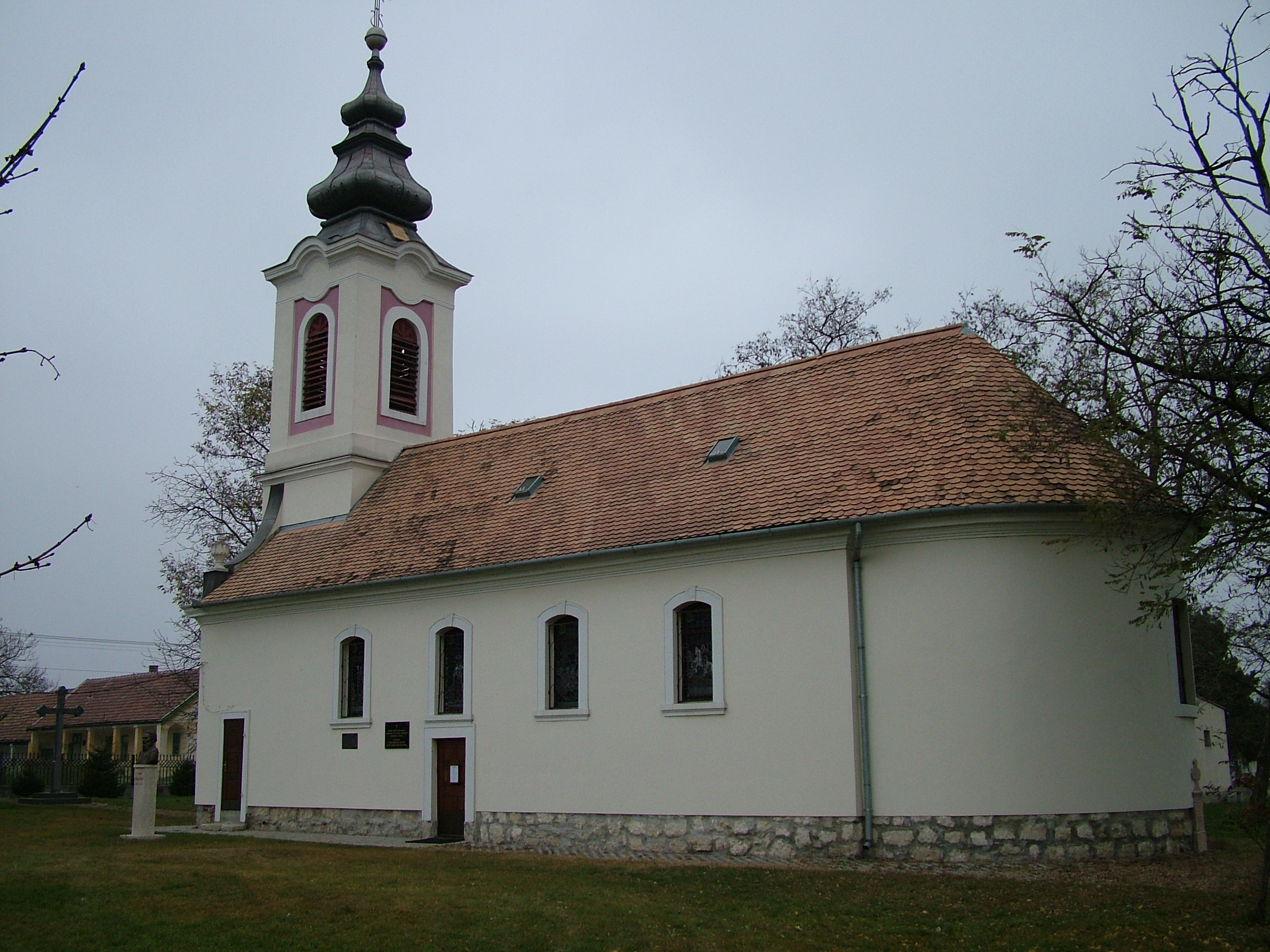
Nordfassade der Kirche Hl. Stefan Dečanski

Die Kirche steht an der Straße Fö utca Nr. 120, im Ostteil der um die 2400 Einwohner zählenden Gemeinde. Szigetcsép befindet sich auf der Donauinsel Csepel, südlich der ungarischen Hauptstadt Budapest. Die Gemeinde gehört zum Kreis Ráckeve im Komitat Pest. Im Ort stehen auch eine römisch-katholische und eine reformierte Kirche.
Neben der Kirche befindet sich der Serbisch-orthodoxe Friedhof. Im umzäunten Kirchhof steht vor der Kirche auch ein orthodoxes Wegekreuz. Bei der Nordfassade der Kirche steht eine Gedenkbüste für den in dem Dorf geborenen serbischen Geistlichen und Historiker Stevan Mihaldžić (1861–1942). Direkt an der Apsis im Osten steht ein alter Grabstein.

## Geschichte
Die Kirche wurde 1768 erbaut und 1828 um den Kirchturm erweitert. Sie besitzt eine wertvolle Ikonostase mit Ikonen, die Ikonostase wurde 1907 renoviert. Im Inneren der Kirche befindet sich ein kostbarer Gottesmutterthron, der mit Ikonen auf Leinwand geschmückt ist, aus dem 18. Jahrhundert. Die Kirche Hl. Großmärtyrer Stefan Dečanski wurde zuletzt im Jahr 2005 renoviert.
Derzeit wird die Pfarrei administratorisch vom Erzpriester Radovan Savić betreut.

## Architektur
Die einschiffige Kirche mit einer halbrunden Altar-Apsis im Osten, einem langgestreckten Naos und einem Kirchturm mitsamt einer mehrgeschossigen Zwiebelturmkappe ist im  Zopfstil, dem Übergangsstil zwischen Rokoko und Klassizismus, erbaut worden.
An der Westfassade der Kirche befindet sich der Haupteingang der Kirche, über dem auch eine Kirchenuhr platziert ist. Sie besitzt zudem zwei Nebeneingänge an der Nordfassade.